# پاملا هیلی
پاملا هیلی (انگلیسی: Pamela Healy؛ زادهٔ june ۲۴, ۱۹۶۳ (۶۱ سال)) ورزشکار اهل ایالات متحده آمریکا است.
وی در مسابقات کشوری و بین‌المللی در مجموع برندهٔ ۱ مدال برنز شده‌است.